# جامعة دنيبرو الحكومية الزراعية والاقتصادية
جامعة دنيبرو الحكومية الزراعية والاقتصادية مؤسسة تعليم عالي أوكرانية، (بالأوكرانية: Дніпровський державний аграрно-економічний університет) هي جامعة تقع في دنيبروبتروفسك أوبلاست، أوكرانيا. تأسست هذه الجامعة في سنة 1922